# 노성은 (1991년)
노성은(1991년 10월 21일 ~ )은 대한민국의 배우이다.

## 출연

### 방송

#### 드라마
- 2019년 OCN 《미스터 기간제》 - 광진고 학생 1 역
- 2020년 TvN 《메모리스트》 - 소필립 역
- 2020년 JTBC 《야식남녀》 - 광수 역
- 2020년 카카오엠 《연애혁명》
- 2020년 TvN 《구미호뎐》
- 2020년 KBS 1TV 《누가 뭐래도》 - 윤호준 역
- 2022년 TV 조선 《빨간풍선》

### 광고
- 2019년 하이트진로 진로이즈백
- 2019년 그린카
- 2019년 서브웨이
- 2019년 번개장터
- 2019년 롯데하이마트
- 2019년 혼다 혼다 센싱
- 2019년 아르카
- 2019년 싸움의 고수
- 2019년 검은 달
- 2019년 리복 Classic The Vector City
- 2019년 웨이브
- 2020년 철인 7호
- 2020년 구글 플레이
- 2020년 NH농협 올원뱅크
- 2020년 하이트진로 진로이즈백
- 2020년 스푼라디오
- 2020년 서브웨이